# Tomiczi
Tomiczi (ros. Томичи) – wieś (ros. seło) w południowo-wschodniej Rosji, terytorialnie i administracyjnie należąca do rejonu biełogorskiego, w obwodzie amurskim. 
Według danych statystycznych z 2016 roku wieś Tomiczi zamieszkiwało 1497 mieszkańców. 